# Clathria vulpina
Clathria vulpina är en svampdjursart som först beskrevs av Jean-Baptiste Lamarck 1814.  Clathria vulpina ingår i släktet Clathria och familjen Microcionidae. Inga underarter finns listade i Catalogue of Life.